# Thajci
Thajci (thajsky ชาวไทย), též Siamejci (thajsky ชาวสยาม), jsou národ, jehož identita je spjata s Thajským královstvím. Hlavním náboženstvím je buddhismus. Thajským národním sportem je Muay Thai. Thajci se tradičně prosazují v akčních filmech bojových umění. Celosvětově známym hercem v této oblasti je Tony Jaa a z režisérů se proslavil Manop Udomdej.

## Významní a známí Thajci
- Mahá Vatčirálongkón – desátý král Thajska
- Jinglak Šinavatrová – bývalá premiérka Thajského království
- Kessarin Ektawatkul – mistryně Thajska v taekwondu
- Prapimporn Karnchanda – herečka a mistryně bojového umění
- Michelle Waterson – profesionální MMA bojovnice